# محصول مازاد
محصول مازاد (انگلیسی:Surplus product آلمانی: Mehrprodukt) یک مفهوم اقتصادی است که به صراحت توسط کارل مارکس در نقد اقتصاد سیاسی نظریه‌پردازی شده‌است. به‌طور کلی، محصول اضافی محصولی است که بیش از مقدار مورد نیاز برای بقای یک جامعه کارگری با توجه به استاندارد زندگی فعلی تولید شده‌است. مارکس برای اولین بار در یادداشت‌های خود در سال ۱۸۴۴ دربارهٔ عناصر اقتصاد سیاسی جیمز میل شروع به کار کردن ایده خود در مورد محصول اضافی کرد.
مفاهیم «محصول مازاد» برای مدت طولانی در اندیشه اقتصادی و تجاری (به ویژه توسط فیزیوکرات‌ها) مورد استفاده قرار گرفته‌است، اما در Das Kapital، نظریه‌های ارزش اضافی و Grundrisse مارکس به این مفهوم جایگاهی مرکزی در تفسیر مارکس از تاریخ اقتصادی داده شده‌است. امروزه این مفهوم عمدتاً در اقتصاد مارکسی، انسان‌شناسی سیاسی، انسان‌شناسی فرهنگی و انسان‌شناسی اقتصادی استفاده می‌شود.